# Louhi Planitia
Louhi Planitia is een laagvlakte op de planeet Venus. Louhi Planitia werd in 1985 genoemd naar Louhi, de koningin van de noordelijke gebieden in de Finse mythologie.
De laagvlakte heeft een diameter van 2440 kilometer en bevindt zich in het quadrangle Snegurochka Planitia (V-1).